# Jurij Chodotow
Jurij Nikołajewicz Chodotow, ros. Юрий Николаевич Ходотов (ur. 7 stycznia?/20 stycznia 1914 w Petersburgu, Imperium Rosyjskie, zm. 22 czerwca 1990 w Moskwie, Rosyjska FSRR) – rosyjski piłkarz, grający na pozycji bramkarza, trener piłkarski.

## Kariera piłkarska
Urodził się w rodzinie znanego aktora Nikołaja Chodotowa. Do 1932 mieszkał z rodziną w Berlinie, gdzie od 1927 grał w drużynie szkolnej. W 1932 rozpoczął karierę piłkarską w drużynie Leningradzkiego Mietaliczeskiego Zawodu. W 1933 roku rozpoczął studia w GCOLIFK Moskwa, gdzie bronił barw studenckiej drużyny, w której zakończył karierę piłkarza w roku 1937. W 1938 jako trener klubu Traktor Stalingrad był wniesiony na listę piłkarzy, ale nie rozegrał żadnego meczu.

## Kariera trenerska
Karierę szkoleniowca rozpoczął po zakończeniu kariery piłkarza. W 1938 został najmłodszym trenerem w Grupie A Mistrzostw ZSRR prowadząc Traktor Stalingrad. W 1941 stał na czele Spartaka Odessa., ale dalszą pracę przerwał atak Niemiec na ZSRR.
Po zakończeniu II wojny światowej powrócił do kariery trenerskiej. W latach 1945–1946 trenował Spartak Podolsk. Następnie prowadził kluby Dinamo Saratów, ponownie Traktor Stalingrad, WMS Moskwa, Spartak Wilno, Szachtior/Mosbass Stalinogorsk, Torpedo Rostów nad Donem, Paxtakor Taszkent, Szachtior Karaganda, Trud Włodzimierz, Spartak Krasnodar, Cemientnik Biełgorod, Spartak Stanisławów i Zienit Penza. W latach 1967–1977 szkolił juniorów w klubie Wympieł Kaliningrad.
Również pracował w 1939-1954 jako członek zarządu trenerów sekcji piłkarskiej Komisji Sportu ZSRR, a później jako członek zarządu trenerów Moskiewskiego Związku Piłki Nożnej, członek Rady Naukowo-metodologicznej Federacji Futbolu Rosyjskiej FSRR.
22 czerwca 1990 zmarł w Moskwie w wieku 76 lat. Został pochowany na działce nr 23 na Cmentarzu Wagańkowskim w Moskwie.

## Sukcesy i odznaczenia

### Sukcesy trenerskie
Spartak Wilno
- wicemistrz Klasy B ZSRR: 1952

### Odznaczenia
- tytuł Zasłużonego Trenera Rosyjskiej FSRR